# Hans Riemer

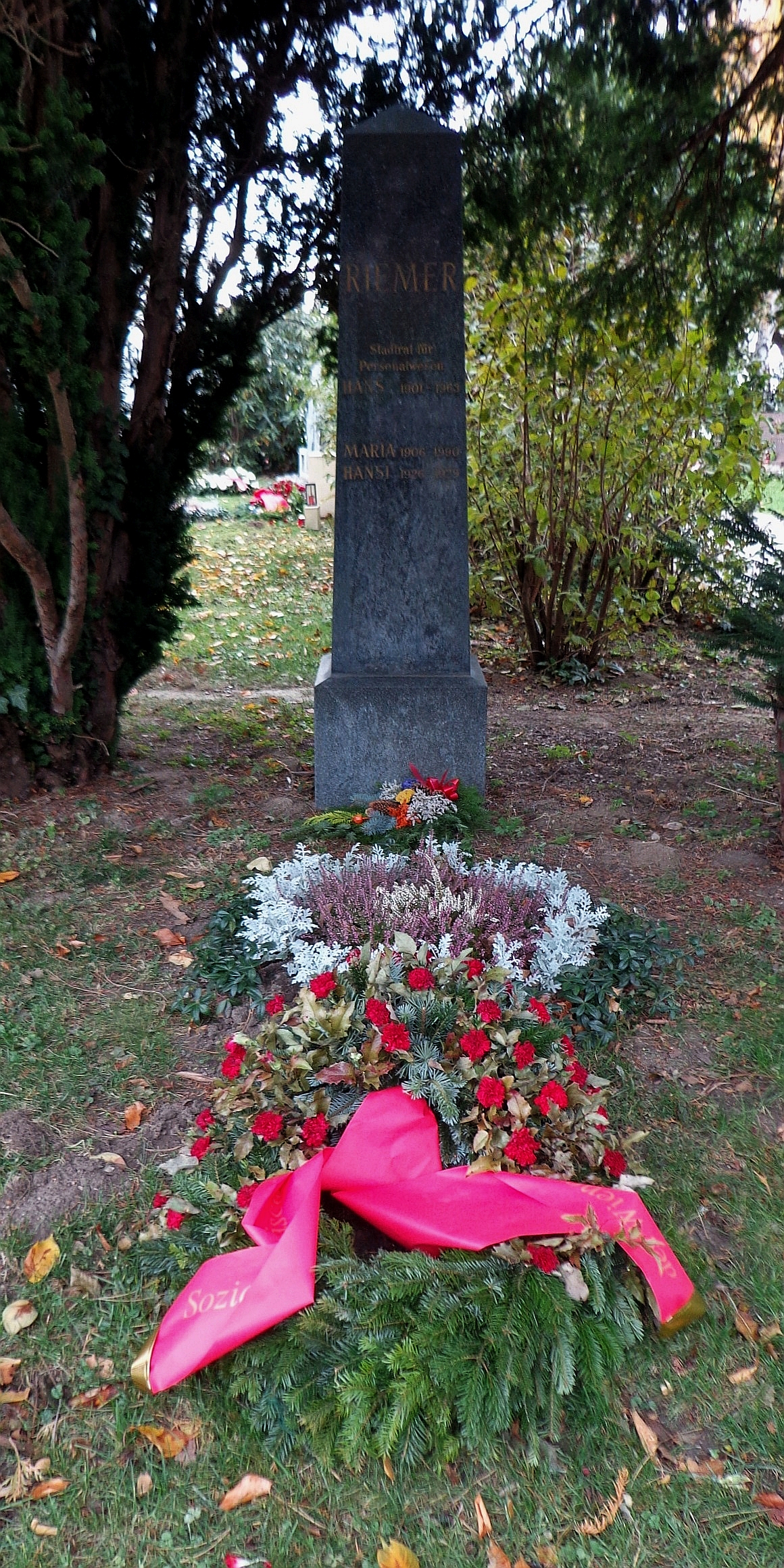
Ehrengrab von Hans Riemer auf dem Wiener Zentralfriedhof

Hans Riemer (* 2. August 1901 in Steyr; † 26. Dezember 1963 in Wien) war ein österreichischer Politiker (SPÖ). Riemer war von 1949 bis 1956 Mitglied des Bundesrates und von 1956 bis 1963 Amtsführender Stadtrat in Wien.

## Leben
Riemer wurde als Sohn eines Lederarbeiters geboren. Er besuchte die Schule in Wien und absolvierte eine kaufmännische Lehre. 1918 schloss er sich der Sozialistischen Arbeiterjugend an, stieg zum Ortsgruppenobmann auf war von 1922 bis 1926 Vorsitzender der Wiener Landesorganisation. 1922 brachte ihn Josef Luitpold Stern in die Sozialistische Bildungszentrale, wo er die Abteilung für Lichtbild und Film aufbaute und bis 1932 leitete. Zwischen 1932 und 1934 arbeitete Riemer als Sekretär der sozialdemokratischen Gemeinderatsfraktion und des Österreichischen Städtebundes. In letzter Funktion war Riemer zudem als Redakteur der Österreichischen Gemeinde-Zeitung tätig.
Nach dem Verbot der Sozialdemokratischen Partei war Riemer zwischen 1934 und 1943 als Beamter bei der Wiener Städtischen Versicherung tätig. Er wurde in der Folge zum Kriegsdienst verpflichtet und kehrte 1945 aus kurzer, amerikanischer Gefangenschaft zurück. In der Folge übernahm er das Amt des Pressechefs der Stadt Wien und wurde 1948 neuerlich zum Generalsekretär des Österreichischen Städtebundes bestimmt. Riemer, der dieses Amt bis 1957 innehatte, war zwischen dem 5. Dezember 1949 und dem 5. Juli 1956 zudem Mitglied des Bundesrates, wobei er zwischen dem 1. Jänner 1955 und dem 30. Juni 1955 den Vorsitz führte. Riemer übernahm am 13. April 1956 die Funktion des Amtsführenden Stadtrats für Personalangelegenheiten, Verwaltungs- und Betriebsreform in der Landesregierung Jonas II. Riemer führte das Amt auch in der Folgeregierung Jonas III weiter, bis er 1963 im Amt verstarb. Zudem war Riemer ab dem 11. Dezember 1959 bis zu seinem Tod Abgeordneter zum Wiener Landtag und Mitglied des Wiener Gemeinderats gewesen.
Nach seinem Tod wurde Riemer in einem Ehrengrab auf dem Wiener Zentralfriedhof (Gruppe 14C, Nr. 25) bestattet.

## Publikationen
- Perle Wien: Ein Bilderbuch aus Wiens schlimmsten Tagen, Verlag für Jugend und Volk, Wien 1946; This pearl Vienna: A book of pictures taken from Vienna's most dreadful time, Übers. von Patricia de Ferro, Verlag für Jugend und Volk, Wien 1946.
- Wien dankt seinen Helfern, Eine Darstellung der Auslandshilfe im 1. Jahre ihrer Wirksamkeit, Verlag für Jugend und Volk, Wien 1947.
- Wien baut auf: 2 Jahre Wiederaufbau, Verlag für Jugend und Volk, Wien 1947.
- Die Finanzlage der österreichischen Gemeinden, Referat auf dem 3. Gewerkschaftstag der Gemeindebediensteten am 9. Februar 1955, Verlag für Jugend und Volk, Wien 1955.
- Ewiges Wien: Eine kommunalpolitische Skizze, Verlag für Jugend und Volk, Wien 1945. Mit 63 Abbildungen und 3 Tabellen. Geleitwort von Bürgermeister General A.D. Theodor Körner.

## Auszeichnungen
- Großes Goldenes Ehrenzeichen für Verdienste um die Republik Österreich